# Ronald Ross
Sir Ronald Ross (født 13. maj 1857 i Almora, død 16. september 1932) var en engelsk læge. Han fik Nobelprisen i fysiologi eller medicin i 1902 for sit arbejde med malaria.